# L'Orbehaye
L'Orbehaye (mentionné également Lorbehaye) est une ancienne commune du département français de la Manche. Elle est absorbée par la commune de Montaigu-les-Bois en l’an III de la République (1795).

## Géographie
La paroisse de Lorbehaye se trouvait au l'Est du bourg de Montaigu en bordure de Sienne.

## Toponymie
On retrouve des dénominations anciennes au XIIe comme Horbahaya ou Orba Haya qui trouve son origine de orba signifiant « aveugle, sombre, privé de soleil » et haye indiquant « le bosquet ».

## Histoire
Lorbehaye dépendait de la baronnie de la Roche-Tesson (La Colombe). Il est fait mention dans un aveu du XIVe siècle que « Pierre de Montaigu tient le fié de Lorbehaye par le quart d'un fié de haubert franchement o cour et usage de M. la Roche-Tesson par hommage et vaut 40 livres ».

## Administration
| Période                                                                                 | Période | Identité    | Étiquette | Qualité |
| --------------------------------------------------------------------------------------- | ------- | ----------- | --------- | ------- |
| …1794                                                                                   | …       | Marin Hamel |           |         |
| Une partie des données est issue d'une liste établie par Jean Poëssel et Jacky Brionne. |         |             |           |         |

## Démographie
| 1793 | - | - | - | - |
| ---- | - | - | - | - |
| 260  | - | - | - | - |

## Lieux et monuments
- Église Saint-Georges du XIIe siècle, inscrite au titre des monuments historiques par arrêté du 25 septembre 1985[5]. Elle abrite trois œuvres classées au titre objet : un haut-relief du XVe et deux statues (Vierge à l'Enfant du XIVe, et saint Gilles et sa biche, du XVe)[6].